# 斯特凡诺斯·斯蒂芬努

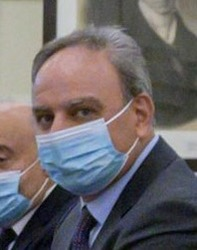
斯特凡诺斯·斯蒂芬努，摄于2021年

斯特凡诺斯·斯蒂芬努（希臘語：Στέφανος Στεφάνου；1965年1月21日—）是一位塞浦路斯政治家。他出生于杰罗拉科斯。2016年起，担任塞浦路斯众议院议员，代表尼科西亚选区。2021年起，担任劳动人民进步党总书记。他的妻子是乔治娅·泽诺诺斯。他有2个孩子。。